# Голиков, Михаил Сергеевич
Михаил Сергеевич Голиков (род. 12 августа 1980, Ленинград, СССР) — директор, директор и главный дирижер Государственной филармонии Санкт-Петербурга для детей и молодежи. Художественный руководитель и главный дирижёр Международного симфонического оркестра «Таврический». Народный артист Кабардино-Балкарской Республики.

## Творческая биография
В 1998 году окончил среднюю специальную музыкальную школу при Санкт-Петербургской государственной консерватории им. Н. А. Римского-Корсакова по классу «хоровое дирижирование». Окончил консерваторию по двум специальностям — «хоровое дирижирование» (2003, класс С. Н. Легкова) и «оперно-симфоническое дирижирование» (2009, класс В. С. Синайского).
В 1999 году создал и возглавил молодёжный камерный хор «Петербургские голоса», в дальнейшем ставший лауреатом многих международных и всероссийских музыкальных конкурсов.
Лауреат Международного конкурса дирижёров им. А. А. Юрлова (2001 год, Екатеринбург) и Всероссийского конкурса дирижеров (2002 год, Салават). В 2005 году Голиков удостоился премии Правительства Санкт-Петербурга за постановку детских спектаклей. В 2010—2011 годы стал лауреатом премии правительства Санкт-Петербурга за работу над детскими музыкальными спектаклями «Волк и семеро козлят» и «История Кая и Герды».
В 2003 году работал преподавателем вокала и хорового пение в балетной школе М. Бежара (Лозанна, Швейцария). С 2009 по 2018 год — художественный руководитель студенческого симфонического оркестра Санкт-Петербургской государственной консерватории. С 2009 года — художественный руководитель и главный дирижер симфонического оркестра Государственной филармонии Санкт-Петербурга для детей и юношества. В 2018 году стал руководителем Филармонии для детей и юношества.
С 2009 года — художественный руководитель и главный дирижер Международного симфонического оркестра «Таврический». В июле 2017 года оркестр получил статус Государственного симфонического оркестра Ленинградской области.
В конце 2013 года за культурный проект «Симфония Кавказа» Михаил Голиков удостоен звания Народного артиста Республики Кабардино-Балкария.
С 2019 годя является музыкальным руководителем конкурса Digital Opera Performance.
С 2021 года является художественным руководителем и главным дирижером симфонического оркестра Прикаспийских государств.
С  2023 года является главным дирижером Юношеского симфонического оркестра г. Астрахани, который является «спутником» симфонического оркестра Прикаспийских государств.

## Общественная позиция
В 2024 году был доверенным лицом кандидата в президенты России Владимира Путина.